# Amerikansk sönderfallslav
Amerikansk sönderfallslav (Bactrospora brodoi) är en lavart som beskrevs av Egea & Torrente. Amerikansk sönderfallslav ingår i släktet Bactrospora och familjen Roccellaceae.  Arten är reproducerande i Sverige. Inga underarter finns listade i Catalogue of Life.